# NGC 1708
NGC 1708 est un amas ouvert situé dans la constellation de la Girafe. Il a été découvert par l'astronome britannique John Herschel en 1831.
NGC 1708 est situé à environ 600 pc (∼1 960 al) du système solaire et les dernières estimations donnent un âge de 575 millions d'années. Le diamètre apparent de l'amas est de 22,0 minutes d'arc, ce qui, compte tenu de la distance, donne un diamètre réel d'environ 12,5 années-lumière.